# 에디 은케티아
에드워드 "에디" 케다르 은케티아(영어: Edward "Eddie" Keddar Nketiah, 1999년 5월 30일 ~ )는 잉글랜드의 축구 선수로 현재 크리스털 팰리스에서 공격수로 뛰고 있다.